# Happy Ending (Joe Jackson & Elaine Caswell)
"Happy Ending" is een nummer van de Britse muzikant Joe Jackson en de Amerikaanse zangeres Elaine Caswell. Het nummer verscheen op Jacksons album Body and Soul uit 1984. Op 20 april van dat jaar werd het uitgebracht als de tweede single van het album.

## Achtergrond
"Happy Ending" is geschreven door Jackson en geproduceerd door Jackson en David Kershenbaum. Het wordt gezongen als duet met Elaine Caswell, die al lange tijd een van de achtergrondzangeressen van Jackson was. De single werd een hit in een aantal landen. In thuisland het Verenigd Koninkrijk werd de 58e positie bereikt in de UK Singles Chart en in de Verenigde Staten werd de 57e positie in de Billboard Hot 100 bereikt. Ook in Australië werd het een radiohit met een 47e positie in de hitlijst. 
In Nederland kende de plaat het meeste succes. De plaat werd veel gedraaid op Hilversum 3 en werd een radiohit in de destijds drie hitlijsten op de nationale publieke popzender. De plaat bereikte de 34e positie in de Nederlandse Top 40, de 19e positie in de Nationale Hitparade en de 27e positie in de TROS Top 50. In de Europese hitlijst op Hilversum 3, de TROS Europarade, werd géén notering behaald.
In België bereikte de plaat de 40e positie in de Vlaamse Ultratop 50. In de Vlaamse Radio 2 Top 30 en in Wallonië werd géén notering behaald.

## Hitnoteringen

### Nederlandse Top 40
| Hitnotering: 12-05-1984 t/m 26-05-1984 | Hitnotering: 12-05-1984 t/m 26-05-1984 | Hitnotering: 12-05-1984 t/m 26-05-1984 | Hitnotering: 12-05-1984 t/m 26-05-1984 | Hitnotering: 12-05-1984 t/m 26-05-1984 |
| Week                                   | 1                                      | 2                                      | 3                                      |                                        |
| -------------------------------------- | -------------------------------------- | -------------------------------------- | -------------------------------------- | -------------------------------------- |
| Positie                                | 37                                     | 34                                     | 37                                     | uit                                    |

### Nationale Hitparade
| Hitnotering week 1 t/m 3: 28-04-1984 t/m 12-05-1984 Hitnotering week 4 t/m 6: 26-05-1984 t/m 09-06-1984 | Hitnotering week 1 t/m 3: 28-04-1984 t/m 12-05-1984 Hitnotering week 4 t/m 6: 26-05-1984 t/m 09-06-1984 | Hitnotering week 1 t/m 3: 28-04-1984 t/m 12-05-1984 Hitnotering week 4 t/m 6: 26-05-1984 t/m 09-06-1984 | Hitnotering week 1 t/m 3: 28-04-1984 t/m 12-05-1984 Hitnotering week 4 t/m 6: 26-05-1984 t/m 09-06-1984 | Hitnotering week 1 t/m 3: 28-04-1984 t/m 12-05-1984 Hitnotering week 4 t/m 6: 26-05-1984 t/m 09-06-1984 | Hitnotering week 1 t/m 3: 28-04-1984 t/m 12-05-1984 Hitnotering week 4 t/m 6: 26-05-1984 t/m 09-06-1984 | Hitnotering week 1 t/m 3: 28-04-1984 t/m 12-05-1984 Hitnotering week 4 t/m 6: 26-05-1984 t/m 09-06-1984 | Hitnotering week 1 t/m 3: 28-04-1984 t/m 12-05-1984 Hitnotering week 4 t/m 6: 26-05-1984 t/m 09-06-1984 | Hitnotering week 1 t/m 3: 28-04-1984 t/m 12-05-1984 Hitnotering week 4 t/m 6: 26-05-1984 t/m 09-06-1984 |
| Week | 1 | 2 | 3 | | 4 | 5 | 6 | |
| --- | --- | --- | --- | --- | --- | --- | --- | --- |
| Positie                                                                                                 | 42 | 43 | 41 | uit | 19 | 19 | 29 | uit |

### TROS Top 50
Hitnotering: 03-05-1984 t/m 17-05-1984. Hoogste notering: #27 (1 week).

### NPO Radio 2 Top 2000
| Nummer met noteringen in de NPO Radio 2 Top 2000 | '07  | '08-'09 | '10  | '11 | '12  | '13  | '14  | '15  |
| ------------------------------------------------ | ---- | ------- | ---- | --- | ---- | ---- | ---- | ---- |
| Happy Ending                                     | 1663 | -       | 1788 | -   | 1780 | 1959 | 1900 | 1918 |

1. ↑  Een '-' betekent dat het nummer niet was genoteerd en een vetgedrukt getal geeft de hoogste notering aan.
2. ↑  2007 was het eerste jaar met een notering voor dit nummer.
3. ↑  Deze tabel is bijgewerkt tot en met de laatste editie (2024).